# Habonim Dror Brasil
O Habonim Dror Brasil é um movimento juvenil sionista-socialista brasileiro, integrante do Habonim Dror (em hebraico, הבונים דרור ברזיל: 'construtores da liberdade') mundial, uma organização formada a partir de dois movimentos de jovens judeus que se fundiram em 1982,  formando o maior movimento juvenil judaico não religioso do mundo. É parte integrante do movimento kibutz.

## História
No início do século XX, jovens europeus orientais, fascinados por ideias revolucionárias, criam um movimento chamado Dror (termo hebraico que significa andorinha, uma metáfora para liberdade). Alguns anos mais tarde, jovens judeus britânicos criam HaBonim (em português, 'os construtores'), um movimento escotista sionista.
O movimento Habonim, fundado em  1929 na Grã-Bretanha, era organizado segundo o modelo dos escoteiros, destinado a crianças e adolescentes de 12 a 18 anos. Em alguns anos, Habonim difundiu-se entre vários países de língua inglesa, onde cada um desenvolveu sua própria versão independente do movimento original embora mantendo o núcleo ideológico básico de movimento de juventude judaica socialista sionista.
O Dror foi criado na Polônia, a partir de uma ala do círculo de estudos Tze'irei Tziyon (Juventude Sionista). Em 1913, a maior parte do Tze'irei Tziyon fundiu-se com um grupo denominado Hashomer, formando o Hashomer Hatzair, e aqueles que permaneceram fora do novo grupo formaram o Dror, em 1915. Alguns membros do Dror participaram do levante do gueto de Varsóvia, enquanto outros organizaram duas facções clandestinas no gueto de Białystok. Entre os membros mais famosos do  Habonim Dror estão Golda Meir, Stanley Fischer, Chaim Herzog, Sacha Baron Cohen e Seth Rogen.
No início dos anos 1980, quando as redes Ichud Kibbutzim, do Habonim, e HaKibbutz Hameuhad, do Dror, fundiram-se para formar o Movimento Kibbutz Unificado, os respectivos movimentos de jovens também se fundiram.
Atualmente, Habonim Dror está presente no Brasil e em mais 17 países: Argentina, Austrália, Bélgica, Canadá, França, Alemanha, Países Baixios, Hungria, México, Nova Zelândia, África do Sul, Reino Unido, Estados Unidos e Uruguai. 
O movimento chegou ao Brasil, por influências dos ativistas argentinos, instalando-se inicialmente na cidade de Porto Alegre, em 1945. Nos anos seguintes, o Habonim iniciou suas atividades em Curitiba, São Paulo e no Rio de Janeiro. Algum tempo depois, também no Recife, em Salvador e Belo Horizonte;  mais recentemente, chegou a Manaus e Fortaleza. Nessas nove sedes (snifim) em todo o país, o Habonim Dror realiza atividades semanais para crianças   e jovens de 7 a 22  anos, além de machanot ('acampamentos') no verão e no inverno. Uma vez a cada de dois anos, realiza-se uma Veidah Artzit ('convenção nacional'), compreendendo uma reunião de todos os membros das Schihavot Bogrot (faixas etárias mais velhas) do movimento nacional. O Veidah tem poderes para modificar a plataforma ideológica do HD do Brasil, desde que não se oponha aos princípios do Movimento Mundial. Até o ano de 2008 essas convenções eram realizadas a cada quatro anos.

## Características
O Habonim Dror almeja educar seus membros (chaverim) segundo os valores do  judaísmo cultural humanista e do sionismo socialista de modo a fortalecer o senso crítico e o ativismo dos seus participantes.
Entre os principais pontos da ideologia do movimento se encontra o Tikun Olam, que em uma tradução livre significa 'conserto do mundo', no qual o jovem é estimulado - por meio de trabalhos sociais e outros atos - a procurar um caminho alternativo para a sociedade, de modo que ela se construa mais justa e mais igualitária.
O sionismo socialista, o judaísmo, o movimento  HeChaluz   e o  movimento kibutz não são, de modo algum, independentes; pelo contrário, trabalham todas em torno do conceito de Hagshamá (do hebraico, 'realização'), de modo que a realização máxima do chaver (membro do movimento) seja a opção por uma vida coerente com a ideologia desses movimentos. Outros assuntos também abordados no âmbito do movimento são a história de Israel e do povo judeu, a geografia de Israel e atualidades sobre o país.